# Зозульки грузинські
Зозульки грузинські, пальчатокорінник іберійський (Dactylorhiza iberica) — вид трав'янистих рослин родини орхідні (Orchidaceae), поширений у південній Європі й західній Азії.

## Опис
Багаторічна рослина (20)25–55 см заввишки. Стебла при основі з короткими повзучими пагонами. Квітки рожеві; всі листочки зовнішнього кола оцвітини утворюють шолом. Нижні приквітки майже рівні квіткам, верхні — коротші від квіток. Листки скупчені при основі стебла, лінійно-ланцетні, зелені, без плям. Суцвіття довге (до 20 см завдовжки), колосоподібне, циліндричне, негусте.
Цвіте у червні–липні, плодоносить в серпні– вересні.

## Поширення
Поширений у Європі (Греція, Крим, південь європейської частини Росії) й Азії (Туреччина, Кіпр, Ізраїль-Йорданія, Ліван-Сирія, Іран, Закавказзя [Азербайджан, Вірменія та Грузія]).
В Україні вид зростає на вологих луках — у гірському Криму, рідко.

## Значення
Декоративне, лікарське.

## Загрози й охорона
Вузький екологічний ареал цього виду піддається численним загрозам, особливо змінам гідрології шляхом видобутку підземних вод, конкуренції з інших видів, гібридизації та рекреаційної діяльності. Додатковими загрозами є розвиток туризму, урбанізація, витоптування та збирання рослин.
Усі види орхідей включені до Додатку B до Конвенції про міжнародну торгівлю видами дикої фауни та флори (CITES). Ця орхідея має статус «під загрозою зникнення» у національному червоному списку Кіпру. Занесений до Червоної книги Україні в статусі «Рідкісний». Охороняється в Кримському та Ялтинському гірсько-лісовому ПЗ.